# Ca n'Albareda
Ca n'Albareda és una masia de Sant Feliu de Llobregat (Baix Llobregat) protegida com a Bé Cultural d'Interès Local.

## Descripció
Masia de planta rectangular, basilical, coberta a dues vessants. El graner, sobresurt, i presenta tres arcades formant una galeria. La porta, dovellada, porta la data gravada. Les finestres presenten inscripcions:
Inscripció -1- El nom M. Bofill junt a altres símbols, gravats a la llinda, probablement era el nom del propietari del mas al segle xvii.
Inscripció -2- M. Bofilla i altres símbols gravats a la llinda.

## Història
A la fitxa del IPC es dona el nom de Can Cuils, que no es correcte, doncs pertany a un altre mas que es troba a prop (posterior al nostre). Aquesta fitxa ens indica, també, possibles indicis de restes ibèriques sota l'era.